# Cryphia fasciata
Cryphia fasciata là một loài bướm đêm trong họ Noctuidae.